# ĐN-4000
ĐN-4000 (hoặc DN4000) là một lớp tàu tuần tra dự kiến được biên chế cho Cảnh sát biển Việt Nam. Chữ ĐN chỉ đây là loại tàu tuần tra đa năng, còn 4000 chỉ lớp tàu theo lượng giãn nước. Các tàu thuộc lớp ĐN-4000 sẽ có lượng giãn nước trên dưới 4000 tấn, dự kiến sẽ trở thành một trong những tàu chấp pháp lớn nhất trong khu vực các nước Đông Nam Á, và sẽ trở thành nòng cốt của lực lượng chấp pháp Việt Nam trong công cuộc giữ gìn toàn vẹn chủ quyền lãnh thổ quốc gia.
Cả 2 tàu trong kế hoạch đều dự kiến được đóng bởi nhà máy Z189 trực thuộc Tổng công ty Sông Thu, áp dụng các kỹ thuật đóng tàu mới nhất như đóng tàu theo kiểu module cũng với các công nghệ hiện đại được chuyển giao từ đối tác Damen đến từ Hà Lan. Tuy nhiên, hiện tại, một phần do ảnh hưởng của đại dịch Covid-19 gây ảnh hưởng đến chi tiêu ngân sách quốc phòng, cũng như nhu cầu biên chế thêm các tàu chấp pháp cỡ lớn của Việt Nam không thực sự cấp thiết sau khi Việt Nam nhận bàn giao cặp tàu Hamilton có lượng giãn nước hơn 3000t từ Hoa Kỳ, dự án đầu tư và đóng cặp tàu ĐN-4000 đang bị âm thầm trì hoãn so với kế hoạch ban đầu. Chưa có nhiều thông tin về các thông số của tàu ngoại trừ một số thông tin cơ bản như lớp tàu này sẽ dựa vào thiết kế lớp tàu tuần tra Holland của hãng Damen, có chiều dài 122.9m, chiều rộng lớn nhất là 16m, mớn nước tối đa 4.1m và tốc độ tối đa 23.2 hải lý/h.
Tương tự như lớp tàu nhỏ hơn là ĐN-2000, các tàu thuộc lớp ĐN-4000 sẽ được trang bị các thiết bị hiện đại, có mức độ tự động hóa cao nhằm đạt hiệu quả cao cũng như giảm tối thiểu số lượng thủy thủ trên tàu. Tàu cũng sẽ có 1 sân đỗ trực thăng cũng như 1 nhà chứa trực thăng nhằm hỗ trợ tối đa cho nhiệm vụ tuần tra cũng như cứu hộ của kíp tàu. Ngoài ra, tàu còn có khả năng cứu kéo các tàu trọng tải lớn, cũng như có tải trọng hàng hóa lớn nhằm phục vụ cho nhu cầu tiếp tế và vận chuyển hàng hóa từ đất liền Việt Nam ra các hải đảo cũng như các công trình ngoài khơi của Việt Nam như hệ thống nhà giàn DK1.
Tính đến năm 2023, vẫn chưa có dấu hiệu về việc dự án đóng tàu ĐN-4000 sẽ được chính thức khởi động.